# Oceà còsmic
|  | Per a altres significats, vegeu «abiogènesi». |

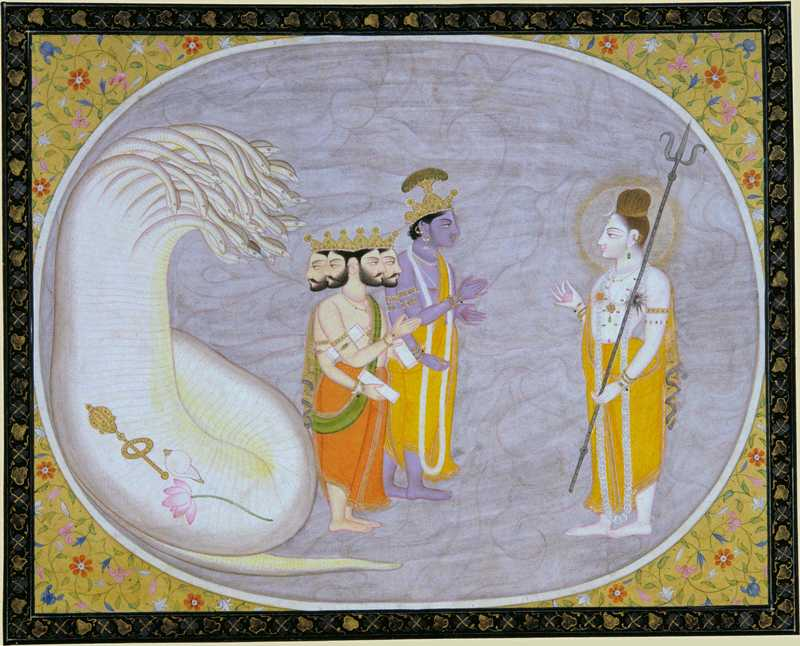
L'oceà còsmic revela Brahma, Vishnú i Xiva (aquarel·la opaca i or sobre paper, 1835, Museu de San Diego)

Un oceà còsmic o riu celestial és un tema mitològic present en moltes cultures i civilitzacions, i representa el món o el cosmos embolcallat per les aigües primordials.

En els mites de la creació, les aigües primordials sovint es representen omplint tot l'univers, i és la primera font del cosmos dels déus amb l'acte de creació corresponent a l'establiment d'un espai habitable separat de les aigües embolcallants. Apareix una de les primeres voltes en la mitologia mesopotàmica antiga com a Nammu en sumeri, més tard com a Apsu i Tiamat babilònics; i com a Nun en la mitologia egípcia. L'Enuma Elish el descriu com:
Quan el cel de dalt encara no havia estat anomenat/
ni la terra de baix es pronunciava amb cap nom,
Apsu, el primer, el seu generador/
i la creadora Tiamat, que els recolzà a tots,
havien barrejat les seues aigües, però no havien format pastures ni canyes descobertes.
Quan els déus encara no s'han manifestat/
els noms no s'han pronunciat, ni s'han declarat els destins,

llavors els déus van nàixer dins d'ells.
El contacte dels pobles semítics al Pròxim Orient amb els mesopotàmics i egipcis influí en la concepció hebrea de les aigües primitives. En la història de la creació bíblica, inicialment només hi ha terra i aigua en un estat caòtic: «I la terra estava desordenada i buida, i les tenebres estaven sobre la faç de l'abisme, i l'Esperit de Déu es movia sobre la faç de les aigües» (Gènesi, 1:2). El món també es crea com un espai dins de l'aigua i, per tant, n'està envoltat: «Després va dir Déu: que s'estenguen aigües, i separà les aigües de les aigües» (Gènesi, 1:6). Aquest abisme d'aigües es designa amb el mot Tehom en hebreu.

1 En el principi creà Déu els cels i la terra.

2 I la terra estava desordenada i buida, i les tenebres estaven sobre la faç de l'abisme, i l'Esperit de Déu es movia sobre la faç de les aigües.
La mitologia grega també en fou influenciada: en algunes versions de teogonies els déus que personifiquen les aigües són els primers a existir, com es refereix Homer en la Ilíada 14.201: «Oceà, origen dels déus, i la mare Tetis». Aristòtil i Plató es referiren a aquest corrent. Plató, però, afirma en Timeu que l'estat precòsmic no està format per elements naturals:
Com hem dit al principi, totes aquestes coses estaven en un estat de desordre, quan déu hi implantà proporcions tant en relació amb elles mateixes com en les seues relacions entre si, en la mesura en què els fou possible estar en harmonia i proporció. En aquell moment, res no participava en això, excepte per accident, ni hi havia res que meresqués ser designat pels noms que ara usem, com foc i aigua.
Plutarc assenyala que els egipcis s'atribueixen l'origen de la doctrina de l'aigua com a element inicial (que es troba en Tales i Homer):
Ells [els egipcis] pensen que Homer també, com Tales, posà l'aigua com el principi i origen de totes les coses, després d'aprendre dels egipcis; Oceà és Osiris i Tetis és Isis, perquè ella té cura de totes les coses, i les nodreix.
Més tard, Berós confronta les narratives grega i babilònica; compara Omoroca (una forma del títol de Tiamat com a «Ummu–Hubur», que significa 'Mare-Riu de l'Inframon', o derivat d'«emaruukka», 'inundació') amb Thalassa (mar):

Ell [Berós] diu que hi hagué un temps en què tot era foscor i aigua, i hi nasqueren estranyes criatures de forma peculiar [...]; sobre totes aquestes regia una dona anomenada Omorka (Όμόρκα), la qual en caldeu s'anomena Thalath (Θαλάτθ), que en grec significa 'la mar' (Θάλασσα), però en valor numèric és igual a «lluna».

Oannes va dir que hi hagué un moment en què tot era foscor i aigua, i que en aquesta aigua cobraren vida éssers estranys amb formes peculiars […] Però això, diu [Berós], és parlar al·legòricament sobre la natura, en què tot consistia en humitat i les criatures hi van arribar a existir.
En la mitologia d'Iran, Frāxkard (persa mitjà: pl'hwklt, Avesta: Vourukaša; anomenat Warkaš en persa mitjà també) és el nom de l'oceà còsmic, com apareix en Bundahixn. En la mitologia hindú, hi apareix com la dea Danu i els seus fills (Dànava), o com Apas (aigües). L'estudiós Alain Daniélou remarca que es troba en les tradicions de l'hinduisme:
El món és un pensament diví, una vibració en el substrat causal; per tant, la lluna, la ment còsmica, s'assimila a les aigües causals (ap), de les ones a partir de les quals es desenvolupen totes les formes tangibles.
En la mitologia nòrdica, segons l'Edda poètica, la fusió del gel primordial genera totes les criatures del cosmos, i origina Ymir (de la suor del qual naixen els gegants) i Audhumbla (que llepa un caramell i així dona forma a l'ésser humà):
Quan la part nord estava congelada, el sud era fos i brillant, però el centre de Ginnungagap era tan suau com l'aire en una nit d'estiu. Allí, el càlid alé que provenia del nord de Muspell trobà el gebre de Niflheim; i parlaren i jugaren, i el gel començà a fondre's i degotar. La vida s'accelerà en aquestes gotes, que afaiçonaren un gegant, anomenat Ymir.
La narrativa de Popol Vuh, atribuïda al poble maia quiché, recull un mite de la creació amb referències a les aigües primordials:
La faç de la terra encara no ha aparegut. Només queda l'extensió de la mar, junt amb la matriu de tot el cel […] Tz'aqol i B'itol, Tepeu i Serpent Quetzal (Gucumatz), Xmucane i Xpiyacoc. Brillants són en l'aigua, embolcallat en plomatge de quetzal i plomes de cotinga. Per això es diuen Serp de Quetzal […] Deixa que l'aigua es retire, es buide, perquè s'hi cree la placa de terra.